# La batalla de Legnano
La batalla de Legnano (título original en italiano, La battaglia di Legnano)  es una ópera en cuatro actos con música de Giuseppe Verdi y libreto de Salvatore Cammarano, basado en la pieza La Battaille de Toulouse de Joseph Méry. Fue estrenada el 27 de enero de 1849 en el Teatro Argentina de Roma, obteniendo un rotundo éxito.

## Historia
La obra fue compuesta en plena euforia de los acontecimientos revolucionarios de 1848 contra el dominio austríaco en Milán, es por tanto una obra de marcado tinte patriótico. 
Aun cuando el estreno fue un éxito, la ópera fracasó en su producción de 1850 de Génova. Circunstancias políticas posteriores hicieron que esta ópera fuera relegada al ostracismo por los censores austriacos, pero fue repuesta en Milán como L'asedio di Haarlem (El asedio de Haarlem), con notables cambios en el libreto, siendo la lucha entre españoles y neerlandeses; en Parma 1869 fue rebautizada La disfatta degli Austriaci (La derrota de los austriacos).
En los años 1880 fue adaptada al francés como Pour la Patrie para una producción proyectada en el Théâtre Château-d'Eau en París, aunque esta adaptación fue más tarde representada en las provincias francesas.
La ópera se representa rara vez en los tiempos modernos. Se vio en 1959 en Florencia y Venecia para conmemorar el centenario de la Segunda guerra italiana de independencia, y en Trieste en 1963 (en cada ocasión, protagonizada por Leyla Gencer). La Scala ha montado la ópera sólo dos veces en el último siglo; una vez en 1916 y otra en 1961. El reparto de 1961 fue grabado e incluye interpretaciones de Franco Corelli, Antonietta Stella y Ettore Bastianini. La ópera no se representó en el Reino Unido hasta el 31 de octubre de 1960 cuando tuvo su estreno británico en Cardiff, y fue tan tarde como el 28 de febrero de 1976 cuando se representó por la Amato Opera en Nueva York. Dos representaciones de concierto se han presentado por la Orquesta de Ópera de Nueva York; la primera fue en enero de 1987 con Matteo Manuguerra, Aprile Millo y Jerome Hines mientras que la segunda se dio en noviembre de 2001. Aún tendría que dar otra interpretación por la Ópera de Sarasota como parte del "Ciclo Verdi" de todas las óperas que terminará en 2016.
Esta ópera rara vez se representa en la actualidad; en las estadísticas de Operabase aparece con sólo 1 representación para el período 2005-2010.

## Personajes
| Personaje | Tesitura     | Reparto del estreno, 27 de enero de 1849 (Director: - ) |
| --- | ------------ | ------------------------------------------------------- |
| Federico Barbarroja, emperador romano-germánico | bajo         | Pietro Sottovia                                         |
| Primer cónsul de Milán | bajo         | Alessandro Lanzoni                                      |
| Segundo cónsul de Milán | bajo         | Achille Testi                                           |
| Alcalde de Como | bajo         | Filippo Giannini                                        |
| Rolando, líder milanés | barítono     | Filippo Colini                                          |
| Lida, su esposa | soprano      | Teresa De Giuli-Borsi                                   |
| Arrigo, guerrero veronés | tenor        | Gaetano Fraschini                                       |
| Marcovaldo, prisionero alemán | barítono     | Lodovico Butia                                          |
| Imelda, sirviente de Lida | mezzosoprano | Vincenza Marchesi                                       |
| Caballero de Arrigo | tenor        | Mariano Conti                                           |
| Un heraldo | tenor        | Gaetano Ferri                                           |
| Caballeros de muerte, magistrados y líderes de Como, senadore sy pueblo de Milán, guerreros de Verona, Brescia, Novara, Piacenza y Milán, y el ejército alemán |              |                                                         |

## Argumento
La acción se desarrolla en Milán (actos I, III y IV) y en Como (acto II) durante el mes de mayo del año 1176.
Los soldados milaneses defienden la ciudad bajo el mando de Rolando. Reencuentra a su amigo veronés Arrigo, dado por muerto durante la batalla. Arrigo se encuentra de nuevo con Lida, en otro momento su prometida, pero que ahora, por voluntad de su padre, se ha casado con Rolando.
Arrigo, cediendo a la suerte, entra en la «Compañía de la Muerte», el escuadrón de caballería llamado a la defensa de Carroccio, a pesar de una carta angustiada de Lida, que intenta disuadirlo.
Mientras tanto Rolando, que se prepara para ir al combate, es abordado por Marcovaldo, un soldado alemán prisionero, que le entrega la carta de Lida a Arrigo. Al verla, Rolando se incendia de cólera clamando venganza. Sorprendiendo a Lida y Arrigo en plena conversación, hace encerrar a su «rival» en una torre.
Arrigo, que de no responder a la llamada de su escuadrón quedaría deshonrado, huye tirándose desde una ventana a las aguas del río. Mientras Lida y las mujeres milanesas oran a Dios por los soldados, Barbarroja es derrotado en la batalla de Legnano.
Entre los soldados que regresan victoriosos, se encuentra Arrigo, gravemente herido, quien, después de haber perdonado a Lida, muere, sujetando contra su corazón el estandarte de Carroccio.
Cada acto tiene un subtítulo:
- Acto I: «Egli vive» (Él está vivo);
- Acto II: «Barbarossa» (Barabarroja);
- Acto III: «L'infamia» (La infamia);
- Acto IV: «Morire par la patria!» (¡Morir por la patria!).